# Torneo U17 NTC Invitational 2015

## Grupo A
| Equipo         | Pts | PJ | PG | PE | PP | GF | GC | Dif |
| -------------- | --- | -- | -- | -- | -- | -- | -- | --- |
| Estados Unidos | 9   | 3  | 3  | 0  | 0  | 8  | 3  | +5  |
| Japón          | 6   | 3  | 2  | 0  | 1  | 11 | 1  | +10 |
| México         | 3   | 3  | 1  | 0  | 2  | 3  | 6  | -3  |
| Canadá         | 0   | 3  | 0  | 0  | 0  | 2  | 12 | -10 |

 Estados Unidos 3-1  México
 Japón 8-0  Canadá
 Estados Unidos 2-1  Canadá
 Japón 2-0  México
 Estados Unidos 3-1  Japón
 Canadá 1-2  México
- Datos: Q19521866